# パンクト
『パンクト』（英語: Punk'd）は、2003年4月15日から2007年5月29日までアメリカの放送局・MTVで放送されていたドッキリ番組である。俳優のアシュトン・カッチャーがホストを務める。アメリカではシーズン8までオンエアされており、シーズン2まではDVD化されている。

## 概要
番組は常に場面が設定されており、共犯者（もしくは仕掛け人）がいて、隠しカメラが仕掛けられた中でドッキリを展開していく。カッチャーは共犯者に無線で指示を出し、彼自身がドッキリに参加することはほとんどない。過去にカッチャーをハメようと試みたが、すぐに感づかれてしまい返り討ちにあっていた。
場所は米・ロサンゼルスが多く、駐車場、レストラン、家の中など身近な場所で行なわれることが多い。
また、ドッキリにもいくつか決まったパターンがあり、バレてしまうのではないかと心配になるが、それに対しカッチャーは「俺は絶対にやり方を変えない。同じ方法を同じ場所でやって騙してやる」と宣言している。
なお、番組内では多くの放送禁止用語が飛び交い、テレビ放送版では音声に修正を加えて放送している。しかしDVD版では、よほどひどいものや差別的発言でない限り原音のまま放送されている。

## 定番パターン

### レッド・カーペットの恐怖
イベント会場のレッド・カーペットにて、仕掛け人のライアン（en:Ryan Pinkston、1988年2月8日 - 、当時15歳）と「外国人記者」が著名人に対して失礼極まりない質問をする。
ライアン - VH1 Big in 2002 Awards
- キッド・ロックとパメラ・アンダーソン
- レイ・リオッタ
- クリスティーナ・アギレラ
- デニス・リチャーズ
- クリスティナ・アップルゲイト
- エディー・グリフィン
- ピアース・ブロスナン（5代目ジェームス・ボンド役）
- ジョナサン・シェック
- ライフハウス（音楽バンド）

ライアン - Diesel Party
- ドミニク・モナハンとビリー・ボイド
- レイシー・チェイバート
- ポーリー・ショア
- ウィルマー・ヴァルデラーマ
- ブラッド・スカリオンズ
- クリスティーナ・デラ・ローズ
- ジョン・アブラハムズ
- エリック・バルフォー
- ダニー・マスターソンとウィルマー・ヴァルデラーマ
- エリカ・クリステンセン

外国人記者 - 映画「ゴシカ」プレミアイベント
- ペネロペ・クルス
- ロバート・ダウニー・Jr
- ジェイムズ・リージャー
- キャサリン・マッキー
- ハル・ベリー

外国人記者 - Entertainment Weekly
- アリシア・シルバーストーン
- マリア・メノウノス
- ニコール・リッチー
- ドゥル・ヒル
- ローズ・マッゴーワン
- フィリップ・ブロック
- タリン・マニング
- ウィルマー・ヴァルデラーマ

### 金属探知機
偽の金属探知機（金属ではなく、特定の人物に反応する仕組み）を設置し、仕掛け人の理不尽な警備員が突拍子もない質問をしたり、無理難題ばかり押し付けたりする。例：「ズボンを下ろしなさい」、「電話番号を教えてくれ」など。

### ガソリンスタンド・トラブル
仕掛け人が著名人を乗せた車の運転手に扮する。途中で燃料を補給するとの理由でガソリンスタンドに停車し、仕掛け人扮する店員と運転手が口論になり、車を無理やり発車させると人を轢いてしまう。車中の著名人たちの慌てぶりがおもしろい。

### その他
そのほかに、特筆すべきエピソードとして、武器の違法取引の刑罰で保護観察中の「T.I.」のカバンにひそかに銃弾を仕込み、それを警察に発見される（T.I.は大慌てする）エピソードや、日本のカラオケマシーンのコマーシャルにエイコンが出演し、カタコトの日本語（「ドッキリ」や「シンジヤスイ」など）を連呼するエピソードなどがある（マシ・オカが通訳として登場）。